# Ich selbst und kein Engel

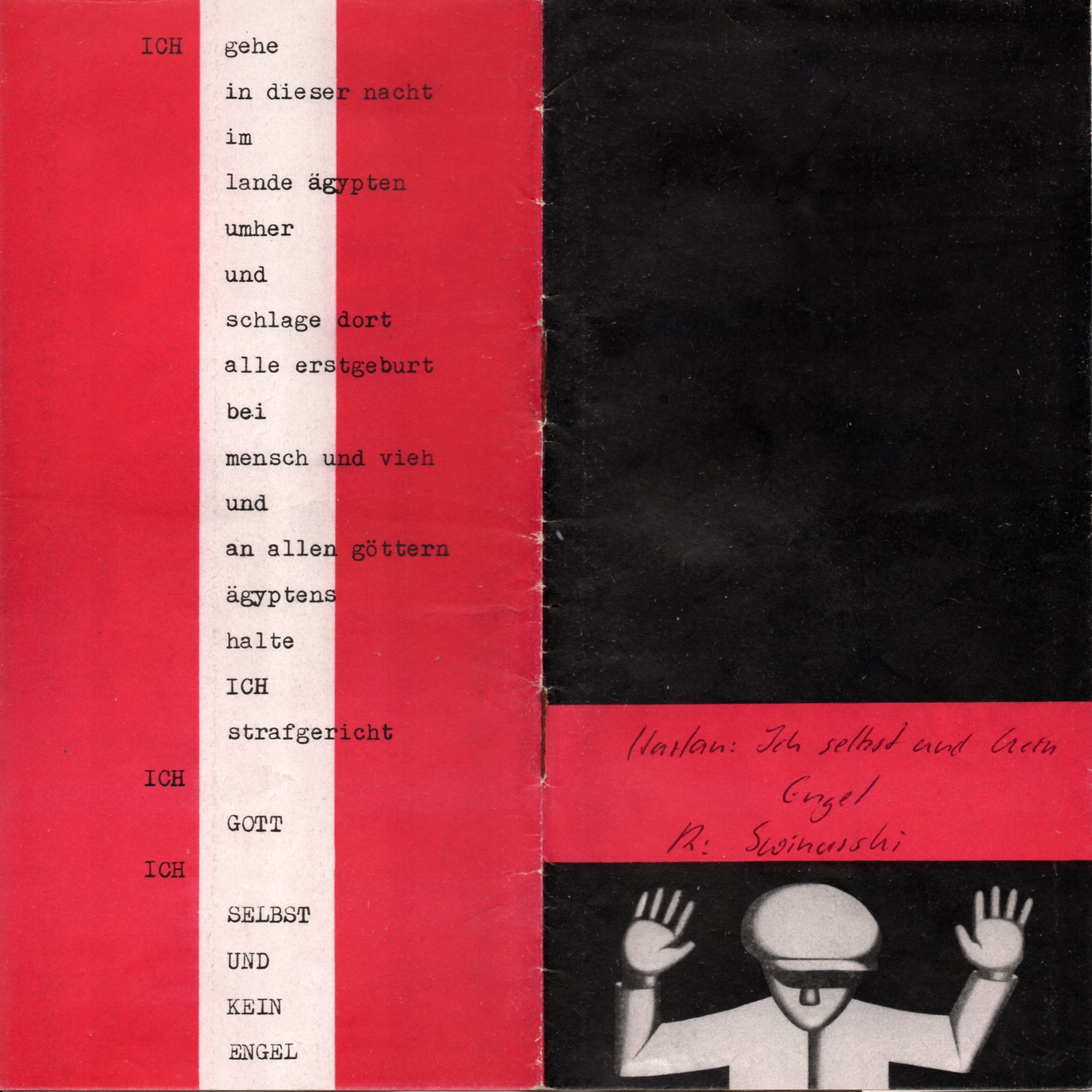
Theater Programm 1958, Studio-Aufführung, Theater in der Kongresshalle, Berlin

Ich selbst und kein Engel ist ein Theaterstück von Thomas Harlan. Die Uraufführung fand im März 1958 im Theater in der Kongresshalle, Berlin-Tiergarten statt.

## Aufführungsgeschichte
Während einer Israelreise hatte er im Kibutz der Ghettokämpfer polnische Rebellen kennengelernt, die ihn zu dem Stück Ich selbst und kein Engel inspirierten.
Thomas Harlan schreibt das Theaterstück, „eine erschütternde Chronik des Warschauer Ghettos“ (Hans Habe) 1957.
1958 gründete Thomas Harlan zusammen mit Klaus Kinski und Jörg Henle die Theatergruppe Junges Ensemble in Berlin.
Ich selbst und kein Engel wurde im Mai 1958 vom „Junges Ensemble“ in Berlin in den im Oktober 1959 eröffneten Westberliner Kammerspielen unter dem Theaterdirektor Carl Schell uraufgeführt und bis Ende 1959 mehr als 60 mal gespielt.
Im Januar 1959, nach der 50. Vorstellung, verliest Thomas Harlan einen Aufruf, in dem er erklärte, dass vier große Einsatzkommandos die Liquidation der Juden in Polen ausgeführt hätten; zwei Anführer dieser Kommandos, Oswald Pohl und Otto Ohlendorf seien in Nürnberg gehängt worden; zwei andere Heinz Jost und Franz Six jedoch lebten „unter uns“ …; das „Junge Ensemble“ rufe dazu auf, dass die deutsche Justiz endlich gegen diese Henker Hitlers vorgehe. Thomas Harlan zählt zwanzig nie verurteilte Kriegsverbrecher auf, nannte neben Franz Six auch Ernst Achenbach namentlich.
In der darauffolgenden Zeit kommt es zu Demonstrationen Berliner Studenten, zur Festnahme der Nazigruppe Jungbluth, die für einen Stinkbombenanschlag im Theater verantwortlich war. Thomas Harlan wird mit Verleumdungsklagen überhäuft. Ernst Achenbach und andere werden ihn später als Landesverräter bezeichnen und Hans Globke ihn auch des Landesverrats anzeigen.
Im Mai 1959 gibt das Junge Ensemble ein Gastspiel im Ost-Teil der Stadt Berlin, im Berliner Ensemble. Der Deutsche Fernsehfunk der DDR zeichnet die Vorstellung auf und strahlt sie am 12. Mai 1958/20:15 Uhr aus.
Thomas Harlan verlässt 1960 die Bundesrepublik und recherchiert in den kommenden Jahren in polnischen Archiven über die Täter des Völkermordes. Auch von ihm erhält Fritz Bauer Material für die Vorbereitung der Auschwitzprozesse in Frankfurt.
Thomas Harlan und sein Theaterstück Ich selbst und kein Engel waren ein künstlerischer Anstoß und mit eine Wegbereitung für die strafrechtliche Aufarbeitung des Holocaust in der Bundesrepublik Deutschland.

## Handlung

### Prolog
Im Aprikosengebiet. Arbeiter auf einem Kibbuz in Nordgaliläa treffen Vorkehrungen für eine Theateraufführung. Die Schauspieler diskutieren notwendige Änderungen und ziehen aus der Haltung einiger Genossen wichtige Schlüsse die Geschichtsbetrachtung betreffend.

### Bild 1
Der Feind baut im eingemauerten Ghetto auf Hunger und Klassenhass und sucht sich unter den hungrigsten Helfershelfer, um müheloser zu ermorden. Heimsuchung der Stadt Warschau von mehreren Seuchen und wie aus einem anständigen Menschen ein Polizist wird.

### Bild 2
Die 11-jährige Meisje Grün, ehemalige Klassenbeste des Gunesch-Lyceums zu Wien verlegt sich auf den Zitronenhandel und bringt mit ihrem Geschäftsfreund Dovidl Rabinovicz das Lied von der Momme.

### Bild 3
Bluma Rubiner Jakobs Frau, auch genannt die Momme vom Warschau-Ghetto, singt für ihren Sohn Israel das Lied von den unseligen Zeiten und hört von Dovidl ein Gerücht.

### Bild 4
Der Eisenbahner Shachna Leibovicz kehrt ehemaligen Kampfgenossen den Rücken. Er rechtfertigt sein Verhalten mit der Behauptung, das Volk Israel sei keiner Kraftanstrengung mehr fähig.

### Bild 5
Die Altklugen Kinder spielen das Warschauer Spiel von den wichtigen und unwichtigen und Dovidl zieht aus, seine Mutter in der berühmten Stadt Pinsk zu suchen. Meisje findet Dovidls Schuh.

### Bild 6
Bluma Rubiner zieht für ihren Sohn Israel in den Krieg und gewinnt vielleicht einen Anhänger.

### Bild 7
Anordnung von oben und Anordnung von unten.

### Bild 8
Dovidl kehrt aus dem Tod heim.

### Bild 9
Die Stadt Warschau vollbringt eine erste Heldentat und wird Festung.

### Bild 10
Sekretärinnen des Judenrats rufen über den illegalen Radiosender SWIT die katholische Welt zu Hilfe.

### Bild 11
Jakobs Tod.

### Bild 12
Ausbruch des großen jüdischen Krieges.

## Ensemblemitglieder

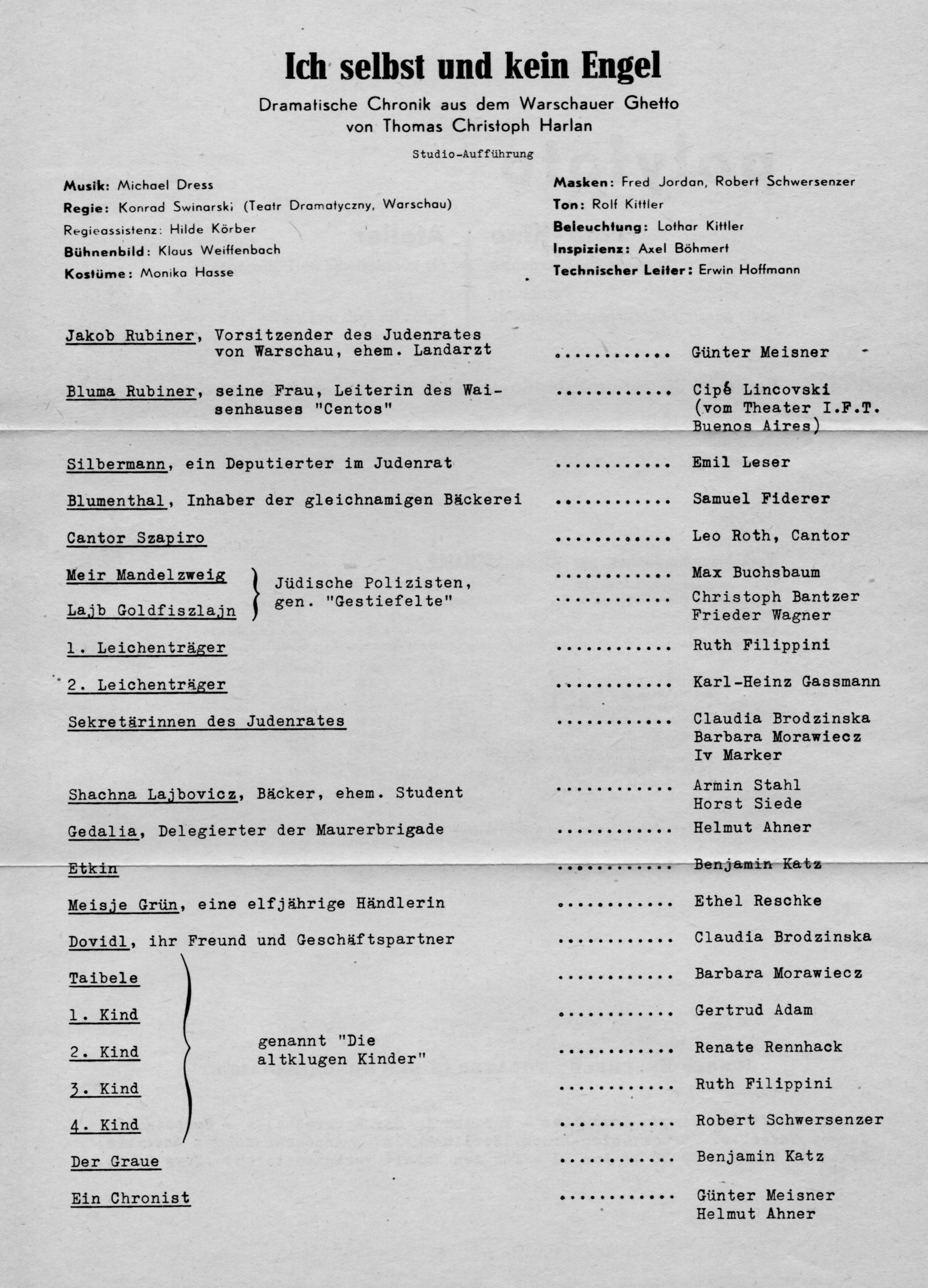
Ensemblemitglieder, Programmheft, Studio-Aufführung 1958, Ich selbst und kein Engel von Thomas Harlan, Junges Ensemble Berlin

Regie führte Konrad Swinarski, Thomas Harlans Mutter Hilde Körber, damalige Leiterin der Max-Reinhardt-Schule für Schauspiel, wird als Regieassistenz aufgeführt. Bekannt ist, dass auch Thomas Harlans Vater Veit Harlan unter einem Pseudonym an der Inszenierung für kurze Zeit beteiligt war.
Bühnenbild: Klaus Weiffenbach; Kostüme: Monika Hasse; Musik: Michael Dress; Maske: Fred Jordan, Robert Schwersenzer; Ton: Rolf Kittler, Beleuchtung: Lothar Kittler; Inspizienz: Axel Böhmert; Technischer Leiter: Erwin Hoffmann.
Jakob Rubiner: Günter Meisner; Bluma Rubiner: Cipé Lincovski; Silbermann: Emil Leser; Blumenthal: Samuel Fiderer; Cantor Szapiro: Leo Roth, Cantor; Meir Mandelzweig: Max Buchsbaum; Lajb Goldfiszlajn: Christoph Bantzer / Frieder Wagner; 1. Leichenträger: Ruth Filippini; 2. Leichenträger: Karl-Heinz Gassmann; Sekretärinnen des Judenrates: Claudia Brodzinska, Barbara Mawiecz, Iv Marker; Shachna Lajbovicz: Armin Stahl / Horst Siede; Gedalia: Helmut Ahner; Ektkin: Benjamin Katz; Meisje Grün: Ethel Reschke; Dovidl: Claudia Brodzinska; Taibele: Barbara Morawiecsz; 1. Kind: Gertrud Adam; 2. Kind: Renate Rennhack; 3. Kind: Ruth Filippini, 4. Kind: Robert Schwersenzer; Der Graue: Benjamin Katz; Ein Chronist: Günter Meisner / Helmut Ahner.
In Das Blättchen wird Manfred Krug als Ensemblemitglied / Schauspielpartner von Cipé Lincovksi in Ich selbst und kein Engel 1959, in der Westberliner Kongresshalle aufgeführt, erwähnt.

## Rezeption

### Verfilmung
Mai 1959, Fernsehaufzeichnung des Deutschen Fernsehfunks der DDR des Gastspiels im Berliner Ensemble Ost-Berlin
Bühnenbild: Klaus Weissenbach / Eberhard Westphal; Kostüme: Monika Hasse/Rita Zimmer; Musik: Michael Dress; Fernsehregie: Ruth Heucke-Langenscheidt; Inszenierung: Konrad Swinarski (Dramatisches Theater Warschau)
Jakob Rubiner: Horst Keitel;  Bluma Rubine: Cipé Lincovski; Shachna Lejbovicz: Armin Stahl; Gedalia: Otto Czarsky; Delegierter der Arbeiterräte: Alexander Born / Ben Hirsch / Gerd Scheibel sowie Renate Rennhack und andere.

### Aufführungen
1966, Ruhrfestspielen Recklinghausen, Regie: Brian Michaels, Ensemble: Studierenden der Folkwang Hochschule

### Textausgaben
1961, Henschel Verlag, (Ost-)Berlin

### Sekundärliteratur
- https://www.online.uni-marburg.de/gfm2014/inc/speaker.php?id=120
- George Taboris Holocaust-Stücke im Kontext deutscher Bewältigungsdramen; Eine Analyse von Groteske und Witz als neue theatrale Formen des Sprechens über den Holocaust -  https://www.hausarbeiten.de/document/50903
- https://das-blaettchen.de/2015/12/nekrologe-2015-34754.html
- https://klausjuenschke.net/aufarbeitung-der-vergangenheit/
- https://link.springer.com/book/10.1007%2F978-3-476-05233-9?page=2#toc
- Thomas Lennert, Berlin wo führste mich hin, Seite 198 – https://silo.tips/download/autor-herausgeber-thomas-lennert-titel-berlin-berlin-wo-fhrste-mir-noch-hin-berl